# Fabryka Fortepianów i Pianin „Calisia”

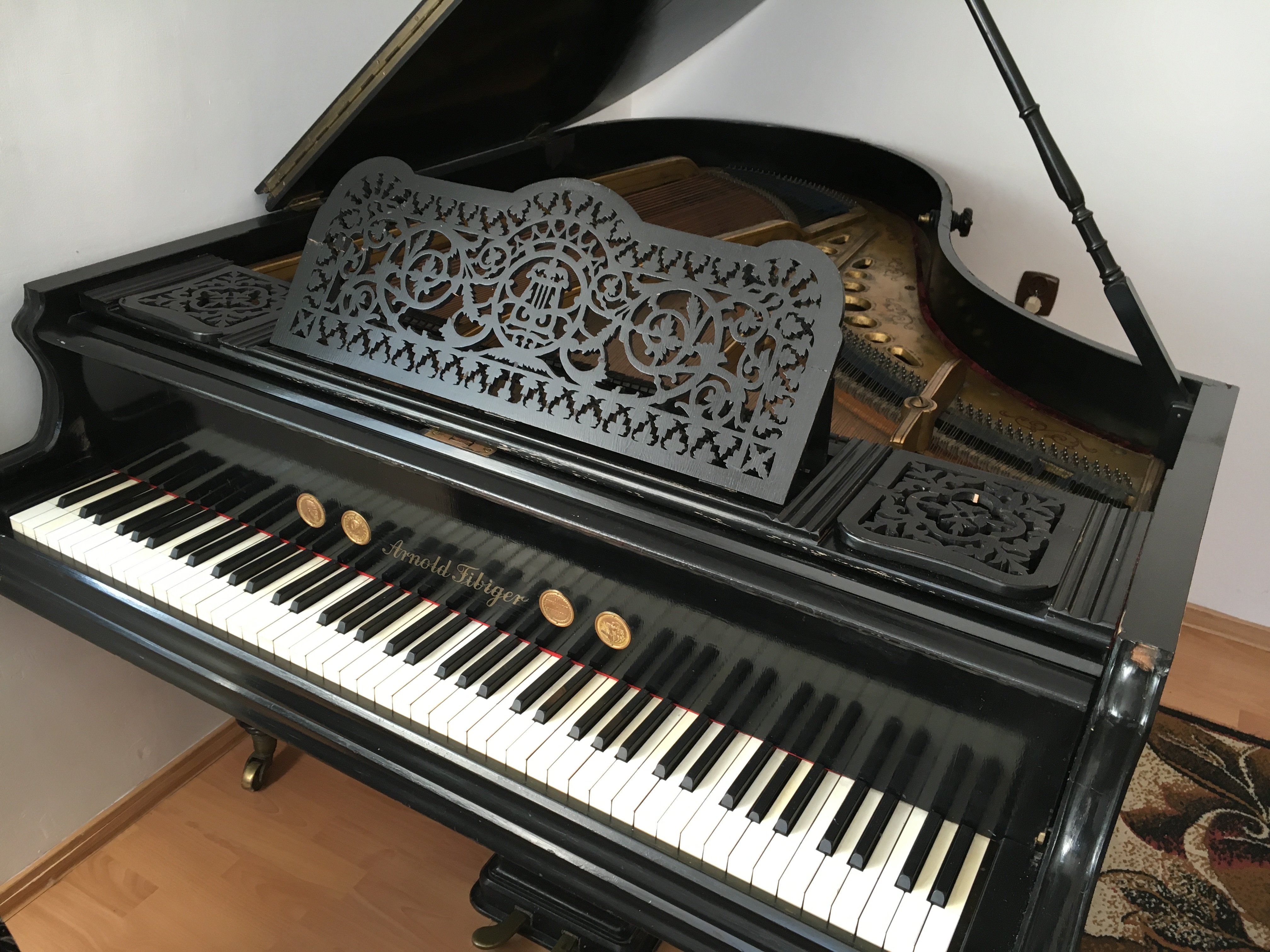
Wytwórnia: Arnold Fibiger
Rok budowy: ok. 1892 rok
Numer seryjny: 1514
Miejscowość: Kalisz

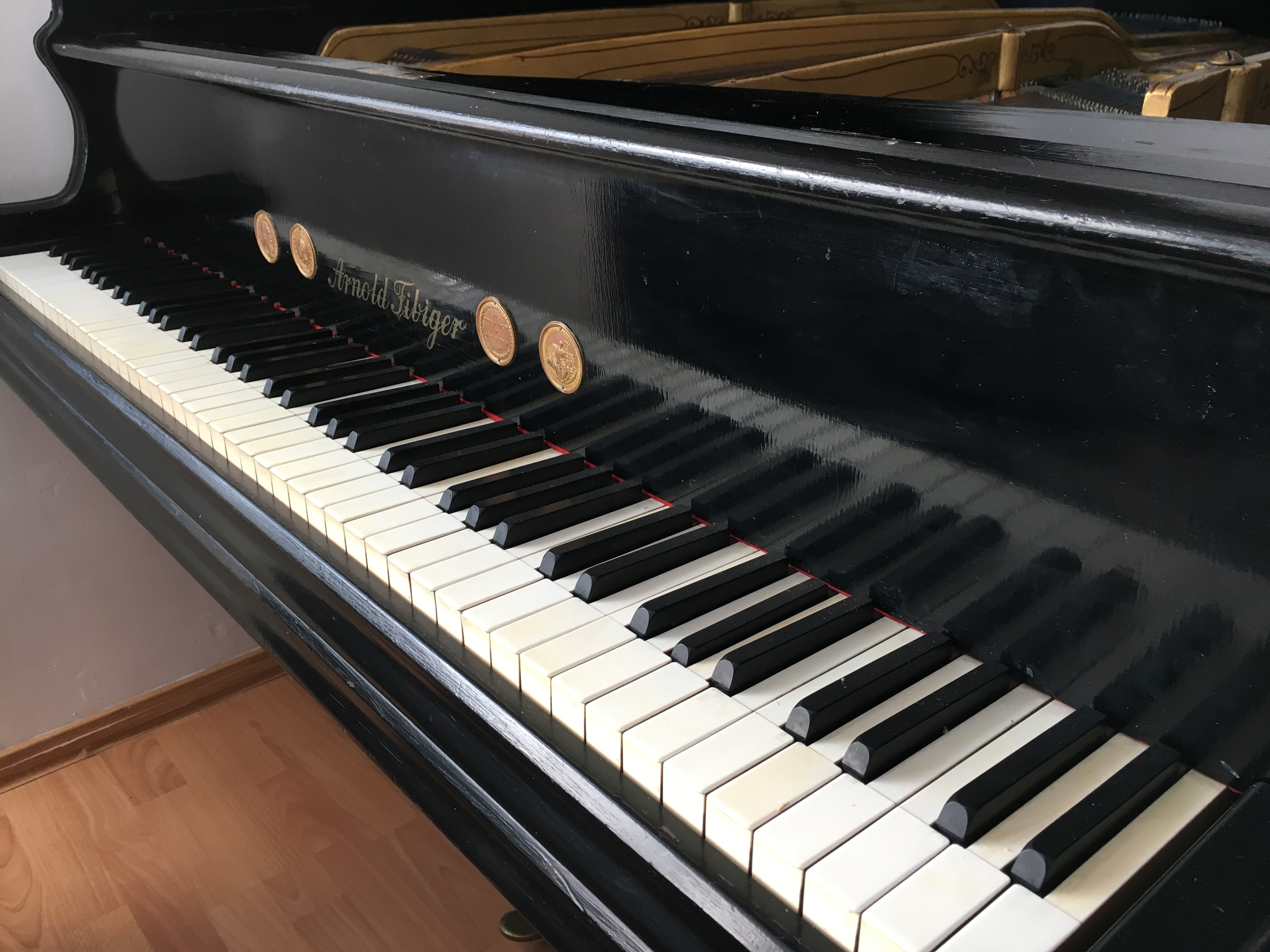
Wymiary: wys. 390 (960), szer. 1410, gł. 1760 mm
Materiały: drewno, metal, kość słoniowa
Opis: czarny mat, układ krzyżowy, rama pełna odlewana, listwa naciskowa w wiolinie.

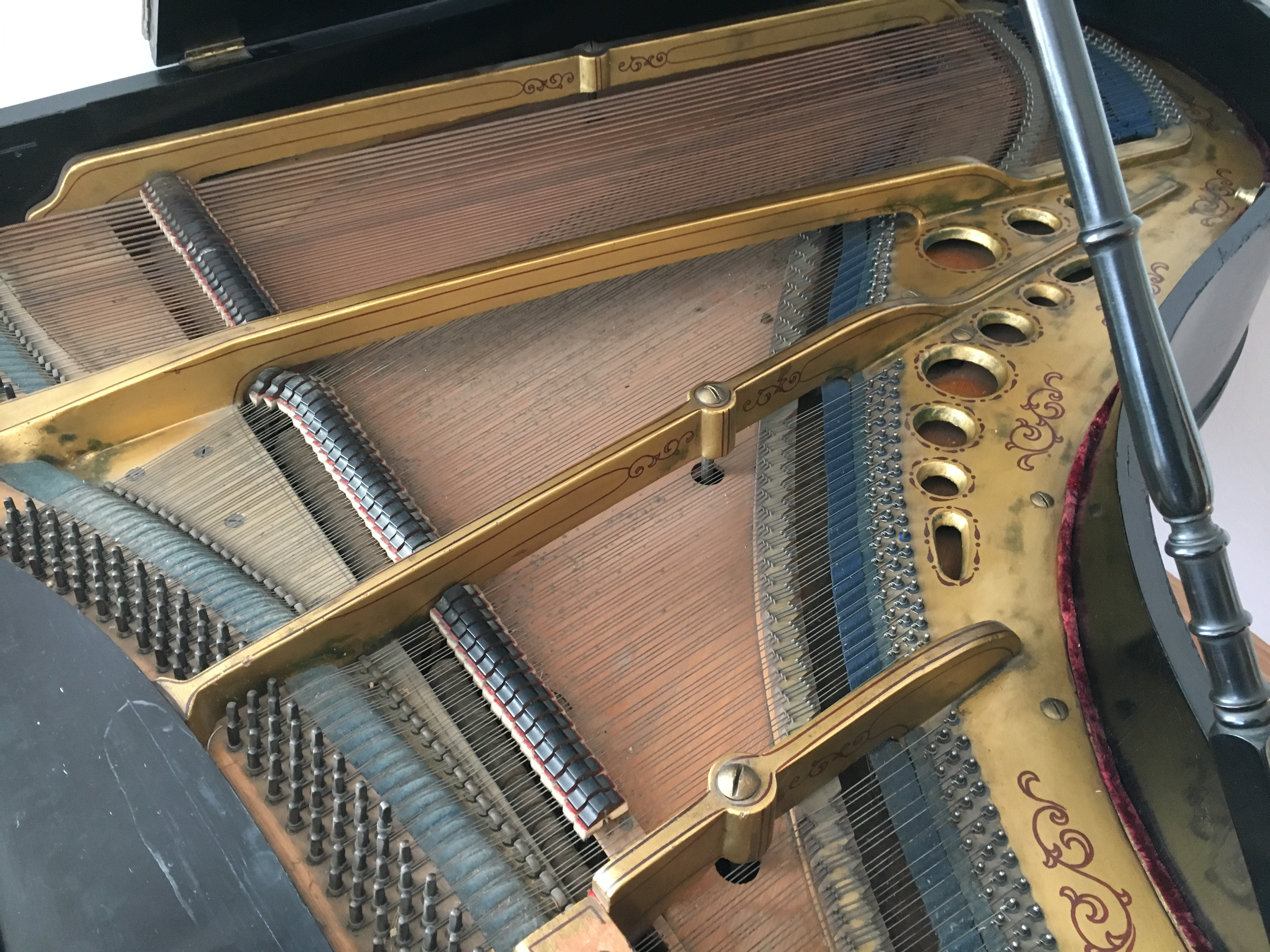
Naciąg 1-2-3-strunny, mechanika angielska o podwójnej repetycji, tłumiki górne z kontrklawiaturą.

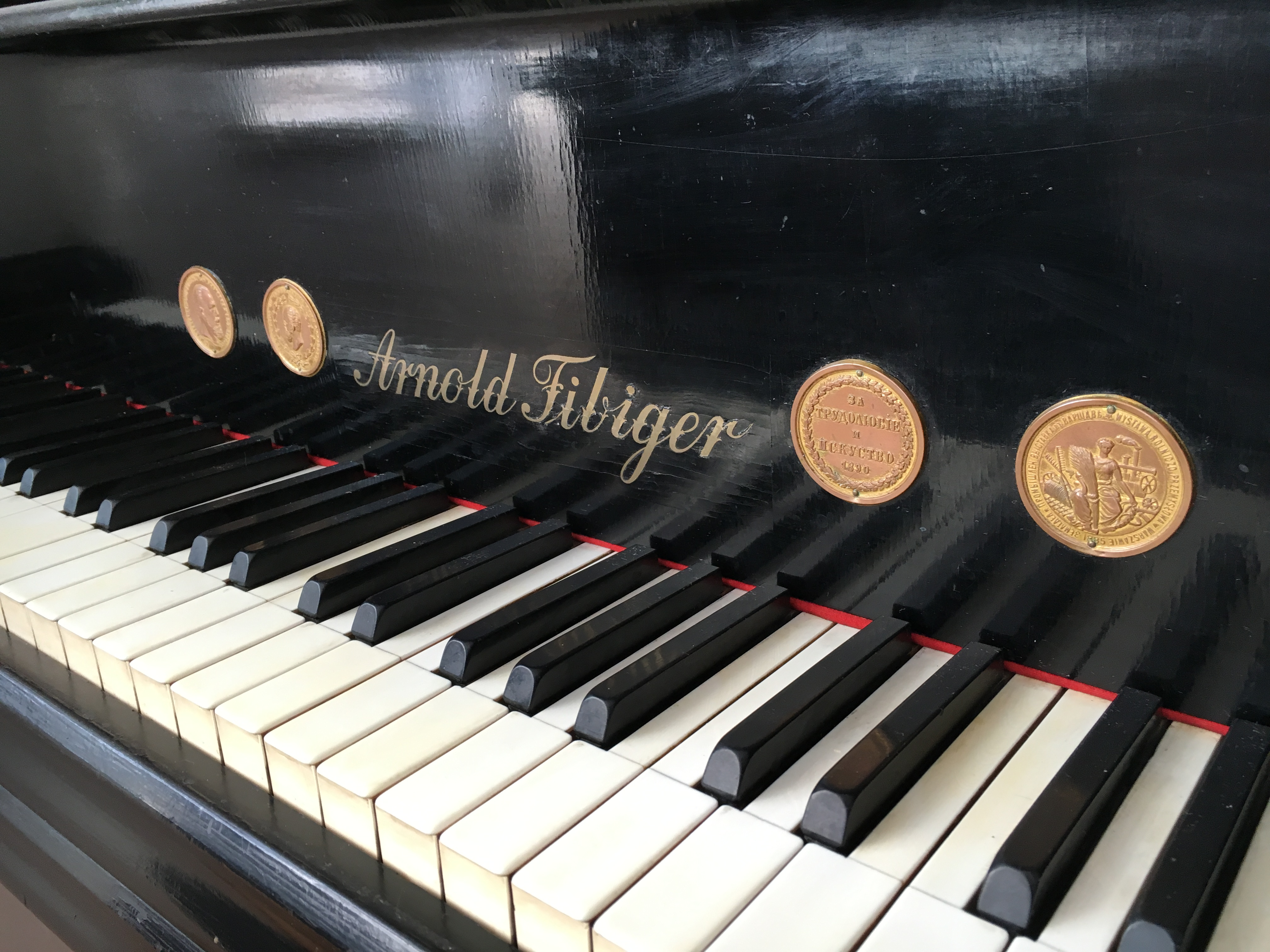
Nagrodzony:
Medal srebrny w Warszawie 1885 rok
Medal złoty w Warszawie 1890 rok

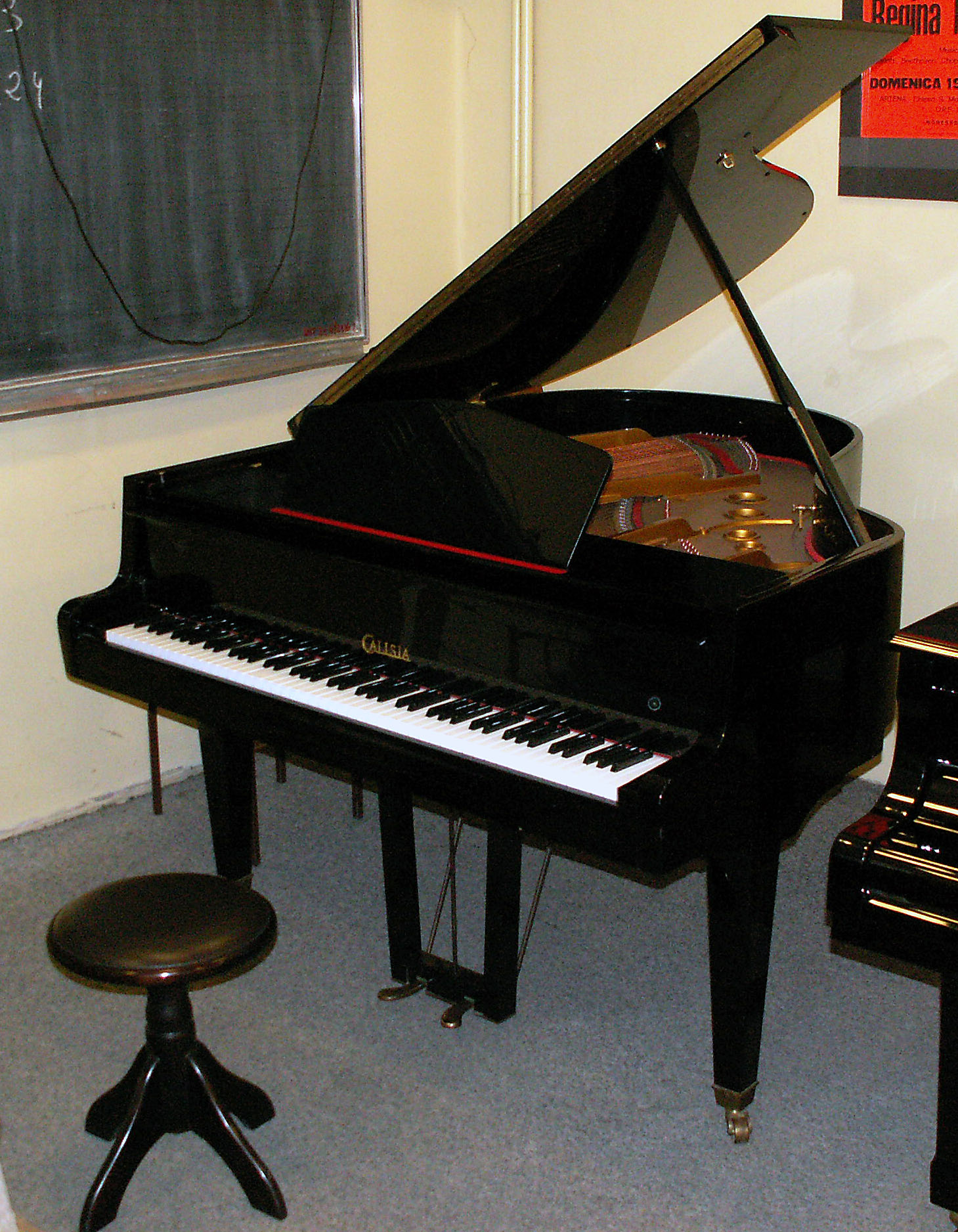
Fortepian Calisia ok. 1993 r. M-165

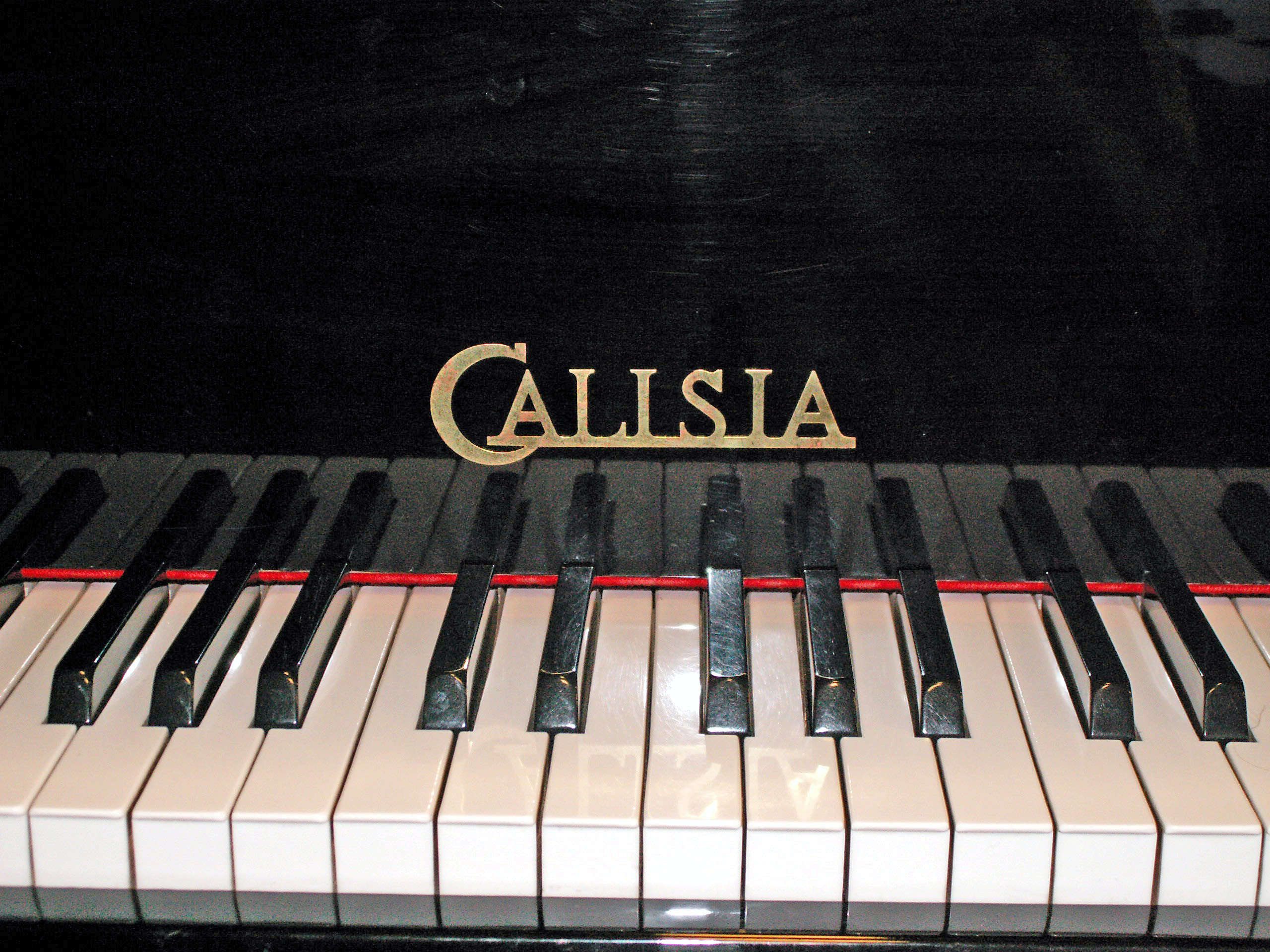
Fortepian Calisia

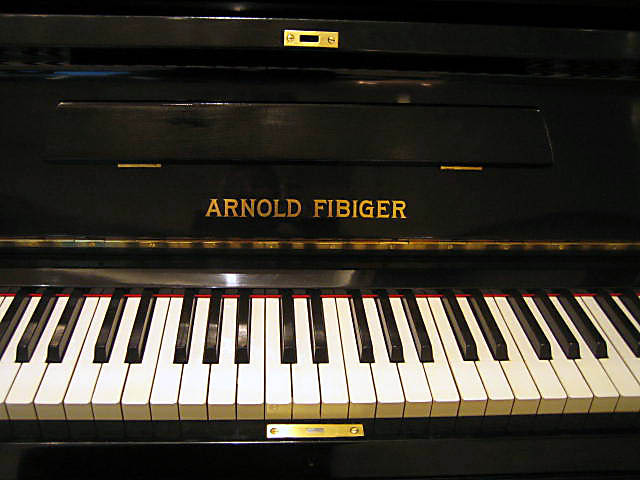
Pianino Arnold Fibiger

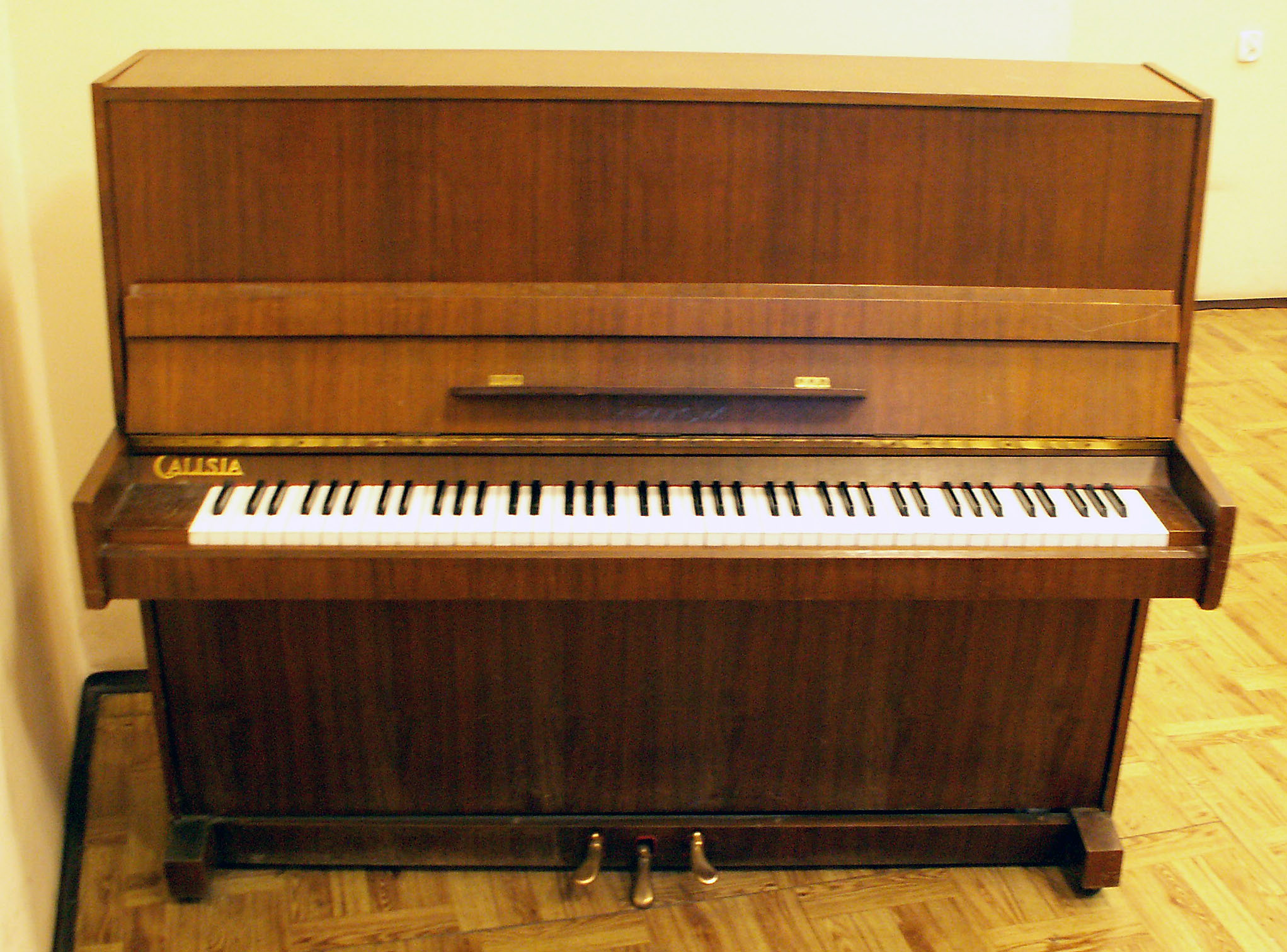
Pianino Calisia ok. 1983 r. M-120 Rapsodia

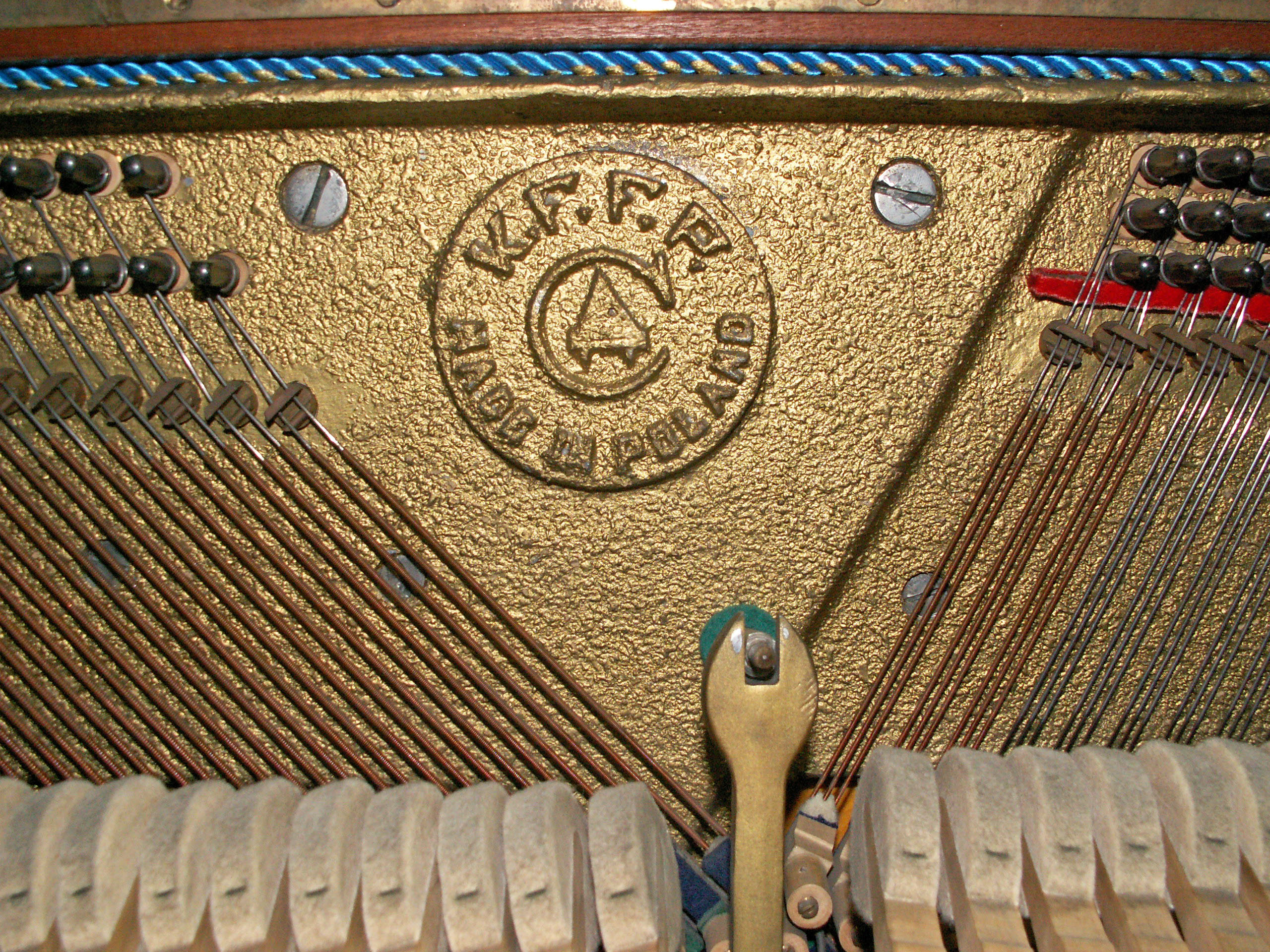
Wnętrze pianina Calisia Menuet

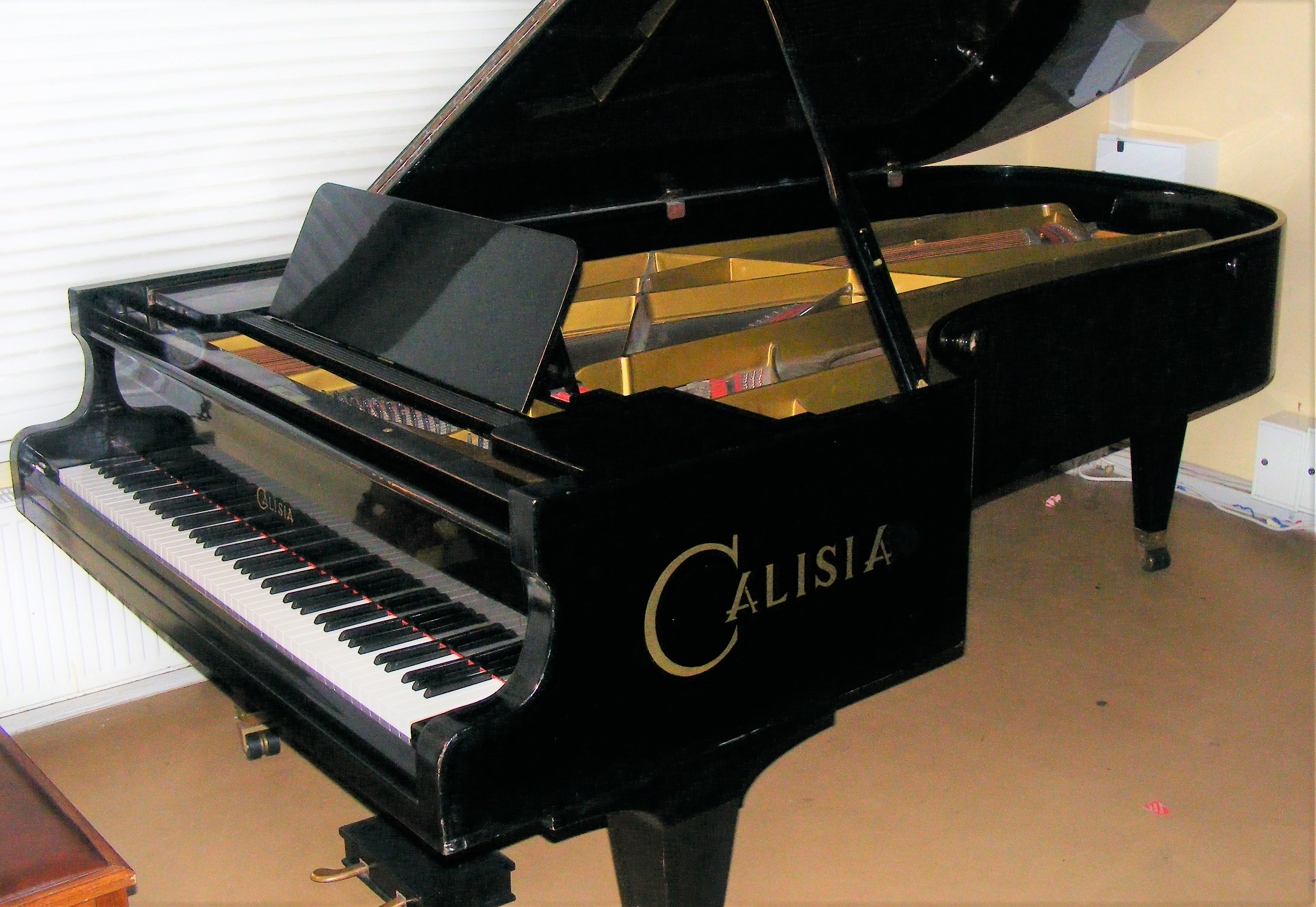
Fortepian koncertowy "Calisia" M-280

Fabryka Fortepianów i Pianin „Calisia” (do 1949 Fabryka Fortepianów i Pianin Arnold Fibiger) – fabryka fortepianów i pianin w Kaliszu, działająca w latach 1878–2007, upaństwowiona w 1947.
Za datę powstania fabryki uważa się rok 1878, kiedy Gustaw Arnold Fibiger I zbudował w założonym pięć lat wcześniej warsztacie pierwszy fortepian. W fabryce wytwarzano pianina oraz fortepiany. Zakład przetrwał dwie wojny światowe, w czasach PRL został rozbudowany. Upadł w roku 2007. Wówczas prawa do marki „Calisia” zostały wykupione i należą do przedsiębiorstwa Calisia International sp. z o.o.

## Historia fabryki do roku 1945
W 1873 Gustaw Arnold Fibiger I założył pracownię naprawczą przy al. Józefiny 549, jednak formalna data rozpoczęcia działalności fabryki – 1878 – wiąże się z ukończeniem budowy pierwszego fortepianu. W 1884 firma wyprodukowała ok. 60 instrumentów, zatrudniała 14 pracowników. 1885 wartość produkcji wyniosła 6000 rb przy zatrudnieniu 7 osób. Rozgłos przyniósł skonstruowany przez Fibigera 1885 wielki fortepian koncertowy (240 cm, krzyżowy, systemu amerykańskiego), prezentowany w tymże roku na wystawie warszawskiej za 600 rb. obok pianina krzyżowego, systemu amerykańskiego za 450 rb. Firma wzięła udział również w kolejnej wystawie w roku 1888. 
W 1898 fabrykę przeniesiono na ul. Szewską (późniejsza ul. Szopena), wyposażono w silnik parowy 15 KM, wytwórnia pozyskała liczniejszych odbiorców i dysponowała własnymi składami w prawie wszystkich większych miastach Królestwa Polskiego i Rosji. 
W 1900 ukończono nowy, własny budynek fabryczny. W roku 1902 zakład z silnikiem gazowym o mocy 12 KM zatrudniał 40 osób, w 1903 – 31 osób, przy rocznej produkcji wartości 37 800 rb. W latach 1905–1910 zatrudnienie przeciętne wynosiło ok. 50 osób, obroty roczne 75 tys. rb. co dało mu czołową pozycję w polskim przemyśle fortepianowym i jego eksporcie.
Od roku 1911, po rozbudowie, zakład dysponował dwukrotnie większym, czteropiętrowym budynkiem fabrycznym z suszarniami i magazynami oraz nowoczesnym 57 konnym silnikiem gazowym, wprowadzono specjalizację i podział pracy. W roku 1912 zatrudnienie sięgało 120 osób przy obrotach rocznych 150 tys. rb., a przed I wojną światową (potencjalnie) ponad 200 osób przy rocznej produkcji ponad 1000 instrumentów.
Podczas pierwszej wojny fabryka uległa częściowemu zniszczeniu. Odbudowę prowadził syn założyciela Gustaw (II), a po jego śmierci (1926) spadkobiercy i Karol Broniszowski. W latach 1922–1926 zatrudnienie wynosiło 150 osób a w 1930 – 120, produkcja 500 instrumentów przy obrotach 625 667 zł. W roku 1932 – 75 pracowników, kapitał 412 589 zł. W 1936 sprzedano instrumenty za 248 881 zł, przy kapitale 520 000 zł i zatrudnieniu 45 pracowników. W 1938 – 59 pracowników (4 urzędników). W 1939 – 90 pracowników. Niewykorzystana w pełni, potencjalna zdolność produkcyjna zakładu wynosiła w latach 30. XX w. 2500 sztuk instrumentów rocznie.
Firma specjalizowała się również w instrumentach stylowych, głównie na zamówienia według katalogu. Na wystawę światową w Nowym Jorku w 1939 wysłano stylowy fortepian skrzydłowy długości 148 cm.
W czasie II wojny światowej fabryka produkowała meble i skrzynie amunicyjne.
Dzięki dobrej jakości instrumenty Fibigera zachowały się w zbiorach prywatnych i muzealnych.
Fabrykę nagrodzono na wystawach:
medal srebrny – Warszawa 1885
medal złoty – 1890
Grand Prix – Paryż i Londyn 1906
medale wielkie złote – Paryż 1906, Londyn 1907, Częstochowa 1909, Rostów n. Donem 1911, Stawropol 1911, Kiszyniów 1912, Wilno 1928, Katowice 1928, Poznań 1929
złoty medal państwowy – Poznań 1929
wielki medal złoty – Wilno 1930
wielka złota nagroda – Warszawa 1932.

## Historia fabryki od roku 1945
Po wkroczeniu do Kalisza wojsk sowieckich Fabryka Fortepianów i Mebli Arnold Fibiger przeszła z dniem 1 lutego 1945 pod zarząd państwowy. Jej pierwszym dyrektorem był Aleksy Konieczny (pełnomocnik państwowy), który obronił fabrykę przed kradzieżą i uruchomił produkcję mebli. Zakład otrzymał zamówienia na ławki szkolne. Następnie rozpoczął produkcję mebli dziennych i biurowych, jak również wyposażenia sklepów. Wkrótce potem kierownictwo zakładów objął, po powrocie z niewoli, Gustaw Arnold Fibiger III.
W 1947 roku wyprodukowany został pierwszy powojenny instrument. Było to pianino Arnold Fibiger o numerze 20698 Jednakże problemy z domiarami podatkowymi groziły zadłużeniem zakładów. Dzięki środkom uzyskanym ze sprzedaży kamienic Gustaw Arnold Fibiger III kontynuował produkcję.
W roku 1948 mimo zaangażowania właściciela władze państwowe znacjonalizowały fabrykę a Gustaw Arnold Fibiger III pozostał na stanowisku dyrektora. Zdjęto go z funkcji w roku 1953 i przeszeregowano na stanowiska naczelnego konstruktora. Po upaństwowieniu wytwórnia otrzymała nazwę Fabryka Fortepianów i Pianin „Calisia”. 
W roku 1950 pierwsze cztery instrumenty wyprodukowane i wystawione na Międzynarodowych Targach w Poznaniu i Sztokholmie zaowocowały zamówieniami ze Szwecji, Norwegii i Finlandii na 150 pianin. Dwa lata później po rozbudowie firma rozszerzyła swe rynki eksportowe o kraje takie jak Związek Radziecki, Brazylia, Turcja, Afganistan i Węgry. W ciągu następnych 10 lat produkcja wzrastała ze 136 instrumentów rocznie w roku 1950 do 1343 pianin w roku 1960, zaś zatrudnienie wzrosło z 108 do 210 pracowników.
W trosce o przyszłą kadrę fabryki i dbałość o produkowane instrumenty, w 1954 roku powstało w Kaliszu Technikum Budowy Fortepianów.
W listopadzie 1953 roku został odwołany ze stanowiska dyrektora Gustaw Fibiger i przeniesiony na stanowisko konstruktora. Pierwszy fortepian „Calisia” to efekt pracy Fibigera. Prototyp został ukończony w 1955 r. Był to instrument koncertowy o długości 2,80 m. Seryjna produkcja fortepianów ruszyła dopiero trzy lata później. Numerację fortepianów rozpoczęto od numeru 50001. Do końca 1962 roku wyprodukowano 16 fortepianów M-165 i 10 szt. modelu M-280. Dopiero w 1973/4 r. podjęto produkcję innych modeli fortepianów M-142 i M-222. 
W roku 1966 dzięki mechanizacji procesów produkcyjnych, modernizacji technologii produkcji i poprawie jakości oraz w wyniku dalszego rozwoju zapoczątkowanego w roku 1964 (budowa budynku D), produkcja w roku 1966 osiągnęła 2200 pianin i 20 fortepianów M-165, przy zatrudnieniu wynoszącym 250 pracowników. 70% całkowitej produkcji było eksportowane do 30 krajów na całym świecie.
W 1991 budynek fabryki został wpisany do rejestru zabytków.
W roku 2000 z powodu rosnącego zadłużenia fabryka została częściowo wykupiona przez zakłady UNITRA. Mimo inwestycji wytwórni nie udało się uratować przed bankructwem i w roku 2007 zakończono produkcję. Majątkiem fabryki w latach 2007–2009 zarządzał likwidator, a w roku 2009 prawa do marki Calisia kupiła polsko-chińska spółka VERSHOLD.
W związku z 200. rocznicą urodzin Fryderyka Chopina powstał pomysł wznowienia produkcji instrumentów Calisia. Jednakże ze względu na brak technicznej możliwości kontynuacji produkcji w Polsce nowy właściciel marki powziął działania mające na celu uruchomienie produkcji w zakładzie specjalizującym się w produkcji instrumentów klawiszowych w Chinach.
W 2010 roku została zaprojektowana i wyprodukowana limitowana edycja 100 sztuk fortepianów sygnowanych logo CHOPIN 2010 – CALISIA special edition – 200 Anniversary of Chopin. W 2011 roku rozpoczęto produkcję fortepianów gabinetowych M-165, w różnych kolorach, tym także w kolorze mlecznej bieli, a także fortepianów koncertowych M-222. W 2014 roku uruchomiono produkcję pianin, w trzech rozmiarach: M-121, M-123 oraz M-126.
W 2013 roku została utworzona Spółka Calisia International, która jest właścicielem marki i praw do produkcji instrumentów Calisia oraz jest jedynym oficjalnym dystrybutorem fortepianów i pianin tej marki. Produkcja pianin i fortepianów odbywa się częściowo w Chinach, z wykończeniem w Polsce. Produkowane przez Calisia International fortepiany i pianina zachowują pełne odwzorowanie tradycji wzornictwa instrumentów Calisia.
W 2016 roku podjęto decyzje o przebudowie starej Fabryki Pianin i Fortepianów na hotel. 9 stycznia 2017 rozpoczęła się przebudowa a 17 stycznia wyburzanie części fabryki. W czerwcu 2019 roku został otwarty w pofabrycznym budynku hotel „Calisia One”.

## Numery seryjne produkcji Fibigera
ok. 1878 r. - 1000
ok. 1890 r. – 1225
ok. 1893 r. – 1851
ok. 1895 r. – 2006
ok. 1902 r. – 2724
ok. 1908 r. – 5481
ok. 1910 r. – 7417 – 7875
ok. 1914 r. – 13099
ok. 1926 r. – 15550
ok. 1933 r. – 18024
ok. 1938 r. – 19180
ok. 1939 r. – 20697
od. 1949-1968 r. – 28392

## Numery seryjne produkcji Calisii
1968 r. – 38630
1969 r. – 47555
1970 r. – 50666
1972 r. – 57555
1973 r. – 61375
1974 r. – 65300
1975 r. – 69400
1976 r. – 73700
1977 r. – 78160
1980 r. – 91215
1983 r. – 103259
1985 r. – 109000
1988 r. – 114224
2010 r. – 2013 r. – CP0001 – CP0100

## Technikum Budowy Fortepianów im. Gustawa Arnolda Fibigera
Technikum Budowy Fortepianów swoje powstanie w 1954 zawdzięcza Gustawowi Arnoldowi Fibigerowi III, dyrektorowi kaliskiej fabryki fortepianów, który znalazł sojuszników w Zjednoczonych Zakładach Przemysłu Muzycznego i Centralnym Zarządzie Szkół Artystycznych. Szkoła w pierwszym roku istnienia znalazła pomieszczenie w budynku Państwowej Szkoły Muzycznej i weszła w skład Średniej Szkoły Muzycznej jako osobny wydział pod nazwą Państwowa Średnia Szkoła Muzyczna Instrumentów Klawiszowych. W 1956 roku otrzymała oficjalną nazwę Technikum Budowy Fortepianów. Pierwszymi uczniami szkoły byli młodociani pracownicy fabryk fortepianów w Kaliszu i Legnicy. W początkowych latach swojej działalności szkoła podlegała Ministerstwu Kultury i Sztuki, a od 1960 roku Technikum Budowy Fortepianów zostało włączone do grona placówek kształcenia zawodowego, będących w gestii Ministerstwa Oświaty. Od września 1964 roku szkoła została wprowadzona do gmachu Zespołu Szkół Zawodowych Nr 1 w Kaliszu przy ulicy Rzemieślniczej, później Zespołu Szkół Ponadgimnazjalnych nr 2. Od 1989 patronem Technikum jest Gustaw Arnold Fibiger III.
Prawdopodobnie jest to jedna z trzech istniejących na świecie szkół budowy fortepianów – pozostałe dwie istnieją w Niemczech i Austrii.